# T.H.U.G.S.
T.H.U.G.S. è un album di raccolta del gruppo hip hop statunitense Bone Thugs-n-Harmony, pubblicato nel 2007.

## Tracce
1. T.H.U.G.S – 5:59
2. Unstoppable – 5:04
3. Nation of Thugs – 3:49
4. Wildin' – 3:42
5. Not That Nigga – 4:39
6. Bone Thug Soldier – 3:02
7. I'm Bone – 4:10
8. Sweet Jane – 4:09
9. Everyday Thugs – 4:59
10. Don't Waste My Time – 4:12
11. Young Thugs – 3:44
12. Remember Yesterday – 3:34
13. So Many Places – 4:25